# Ben Smith
Benjamin Robert Smith (1 juni 1986) is een Nieuw-Zeelandse rugbyspeler die speelt voor de Nieuw-Zeelandse team (de All Blacks), de Highlanders en Otago. Hij debuteerde in 2009 in het nationale rugbyteam tegen Italië en won met 20-6. Smith was een belangrijk lid van Nieuw-Zeelandse selectie op het Wereldkampioenschap van 2015. Hij speelt voornamelijk als fullback en wing en zelden centre of halfback. Hij wordt beschouwd als de beste fullback ter wereld. Hij is plaatsvervangend aanvoerder van Nieuw-Zeeland. In 2013 werd hij genomineerd voor de beste speler van ter wereld, maar uiteindelijk ging de prijs naar Kieran Read, de huidige aanvoerder van Nieuw-Zeeland

## All Blacks
De Franse rugbyclub Pau, waar paar voormalige nationale spelers spelen, probeerde Smith over te halen te verhuizen naar Frankrijk om voor Pau te spelen. Het zou een einde van zijn carrière bij All Blacks hebben betekend, aangezien die geen overzeese spelers accepteert. Ben Smith weigerde uiteindelijk de deal. Op 12 december 2018 werd bekendgemaakt dat Ben Smith alsnog na het Wereldkampioenschap 2019 voor de Franse rugbyclub Pau zal spelen. Hiermee komt er een einde aan zijn All Blacks carrieré na 2019. 
Ben Smith nam in 2017 vier maanden verlof waardoor hij wedstrijden miste.